# 이동훈 (금융인)
이동훈 (李東勳, 1967년~)은 대한민국의 금융인으로 9·11 테러 당시 1 월드 트레이드 센터 (WTC1, 북쪽 타워) 빌딩에서 살아남은 한국 국적의 생존자 중 한 명으로 알려져 있으며 현재 NH헤지자산운용 대표이사를 맡고 있다.

## 생애

### 9·11 테러 이전
1967년 이상배 전 서울시장의 아들로 태어났다. 연세대학교 중문과를 졸업하였으며 1992년 대한항공에 입사하였다. 펜실베이니아 대학교 와튼 스쿨에서 경영학 석사 (MBA)를 취득하였다. 1995년 LG증권에 입사하였으며 1999년부터 LG증권 뉴욕법인지사로서 미 주식 채권 운용책임자로 근무하기 시작하였다.
LG증권의 뉴욕 법인 사무실은 로어맨해튼 세계무역센터의 1WTC 빌딩 84층의 북서쪽 구석에 위치해 있었다. 당시 부인의 직장인 존슨앤드존슨이 뉴저지주 프린스턴에 있었고, 어린 아들과 딸을 키우고 있던 관계로, 자택을 뉴저지주에 두고 열차를 타고 뉴어크 공항까지 가서 맨해튼행 지하철로 갈아타는 장거리 출퇴근을 감수하고 있었다.

### 9·11 테러
2001년 9월 11일 아침 8시경 사무실에 출근해 있던 법인영업 담당 이동영 과장, 제니퍼 최와 함께 뉴스 자료를 체크하며 회의 자료를 준비하였고, 8시 30분에는 트레이딩룸에서 당일 뉴욕증시 전망을 위한 아침회의를 주재하였다. 그로부터 10분 뒤 아메리칸 항공 11편이 WTC1 건물의 93층~99층 일대에 충돌하면서 엄청난 진동과 굉음과 함께 뒤로 넘어진 이동훈은, 사무실의 천장이 3분의 1 정도가 내려앉아 있는 것을 목격하고, 지하층의 폭탄 테러가 벌어졌을 거라 짐작했다.
복도로 나간 LG증권 직원 3명은 몰아치는 검은 연기에 문을 닫고 수건으로 빈틈을 메운 뒤, TV를 켜서 비행기 충돌 사건을 전하는 뉴스 속보를 확인하였다. 그러나 911 전화를 걸 수 없는 데다 소방관이 언제 올지 모르는 상황이라 판단한 이동훈이 앞서 현관문을 열고 나간 뒤 엘리베이터 홀의 비상구를 확인, 직원들을 데리고 비상계단으로 내려가기 시작했다.
78층에서 비상계단을 갈아타야 하는 상황에서 방화문이 열리지 않았는데, 당시 동행했던 이동영의 증언에 따르면 "굵은 쇠가 비져나와" 있었기 때문으로 전해진다. 그 윗층으로 올라온 세 사람은 소방호스로 불을 끄고 있던 흑인을 만났고, 그것으로 만들어진 대피로를 따라 다른 비상구로 빠져나온 뒤 계단을 갈아탔다. 55층부터는 비상계단에 사람이 밀려 있었는데, 세 줄 너비에 두 줄은 줄을 서고 비운 한 줄로는 노약자와 부상자 등을 급히 내려보냈으며, 이후 빌딩을 거슬러 올라가는 소방관들을 향해 격려했다고 증언하였다.
오전 10시 5분쯤 1층 로비에 도착한 세 사람은 경찰의 안내에 따라 지하 백화점으로 향했으며, 맞은편 6 월드 트레이드 센터 (6WTC)를 향해 걸어갔으나, 비슷한 시각 남쪽 타워의 붕괴로 북쪽 타워의 진동과 함께 전기가 나가고 먼지 폭풍에 휩싸였다. 세 사람은 소방관의 안내에 따라 10분 정도를 더 걸어나가 야외로의 탈출에 성공하였으며, 북쪽 타워의 붕괴를 피해 유니언 스퀘어 방면으로 다시 한번 대피하여 목숨을 건졌다.

### 이후의 활동
2002년 10월 뉴욕을 떠나 BNP 파리바 홍콩지점에서 근무하기 시작하였으며, 도이치방크와 로열 캐나다 은행 홍콩지점을 거쳤다. 2010년 대한민국으로 귀국한 뒤 NH투자증권 (구 우리투자증권)에 입사하였으며 2016년 인하우스 헤지펀드를 출범, 2019년부터 NH헤지자산운용의 대표로 있다.
2021년 월간조선과의 인터뷰에서 근황을 알렸으며, 2023년 11월 SBS 시사교양 프로그램 《꼬리에 꼬리를 무는 그날 이야기》103편 9·11 테러 특집에 출연해 테러 당시의 상황을 증언하였다.

## 같이 보기
- 구본석 - 9·11 테러 당시 대한민국 국적자 가운데 유일한 희생자